# Cipsela

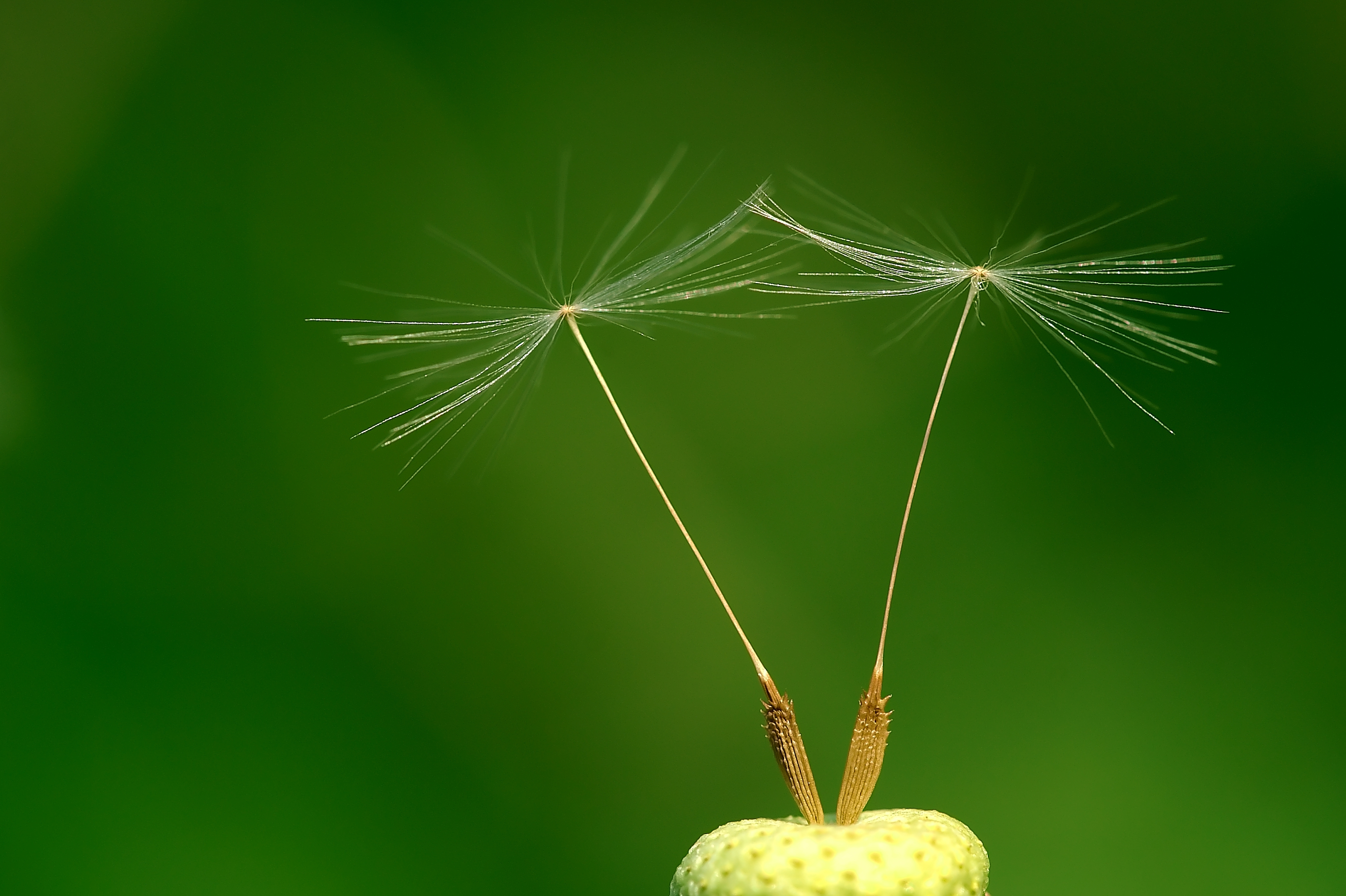
Duas cipselas de Taraxacum officinale (Compositae) encimadas por papus.

Cipsela (do vocábulo grego Κμπσελή; "caixa" ou "cofre") é a designação dada em botânica a um tipo de fruto seco indeiscente formado por um aquénio procedente de um ovário bicarpelar ínfero (hipoaquénio) com pericarpo duro separado da semente. O termo foi introduzido na morfologia vegetal pelo botânico alemão Günther Beck von Mannagetta und Lërchenau (1856-1931). 

## Descrição
As cipselas são em geral de pequenas dimensões e podem estar ocasionalmente ornamentadas com pequenos ganchos para favorecer a sua aderência à pelagem de animais (exozoocoria) ou a outro tipo de superfícies. Estão em geral coroadas por uma estrutura apical, o papus, um pequeno penacho formado por restos do cálice transformados em pelos ou escamas, por vezes umbelado, que facilita a dispersão por anemocoria.
O termo cipsela é em geral usado de maneira restritiva, sendo aplicado só para este tipo de aquénio com papus, embora se devesse aplicar a todos os tipos de aquénios bicarpelares uniloculares, quer tenham ou não papus. 
Este tipo de fruto é característico da família Asteraceae (anteriormente Compositae), embora exista em espécies pertencentes a outros agrupamentos taxonómicos, nomeadamente às Dipsacaceae. A sua morfologia possui um marcado valor taxonómico.